# Tihi Kanal
Tihi Kanal är ett sund i Kroatien.   Det ligger i länet Gorski kotar, i den centrala delen av landet, 130 km sydväst om huvudstaden Zagreb.